# Remicourt (Marne)
Pour les articles homonymes, voir Remicourt.
Remicourt est une commune française, située dans le département de la Marne en région Grand Est.

## Géographie
| Épense   |                        | La Neuville-aux-Bois |
| Noirlieu | Remicourt              | Givry-en-Argonne     |
|          | Saint-Mard-sur-le-Mont |                      |

### Hydrographie
La commune est dans la région hydrographique « la Seine du confluent de l'Oise (inclus) à l'embouchure » au sein du bassin Seine-Normandie. Elle est drainée par l'Ante, le Fossé 03 de la commune de Remicourt et le Fossé du Trou de Loup,.
L'Ante, d'une longueur de 26 km, prend sa source dans la commune de Noirlieu et se jette  dans l'Aisne à Verrières, après avoir traversé onze communes. 

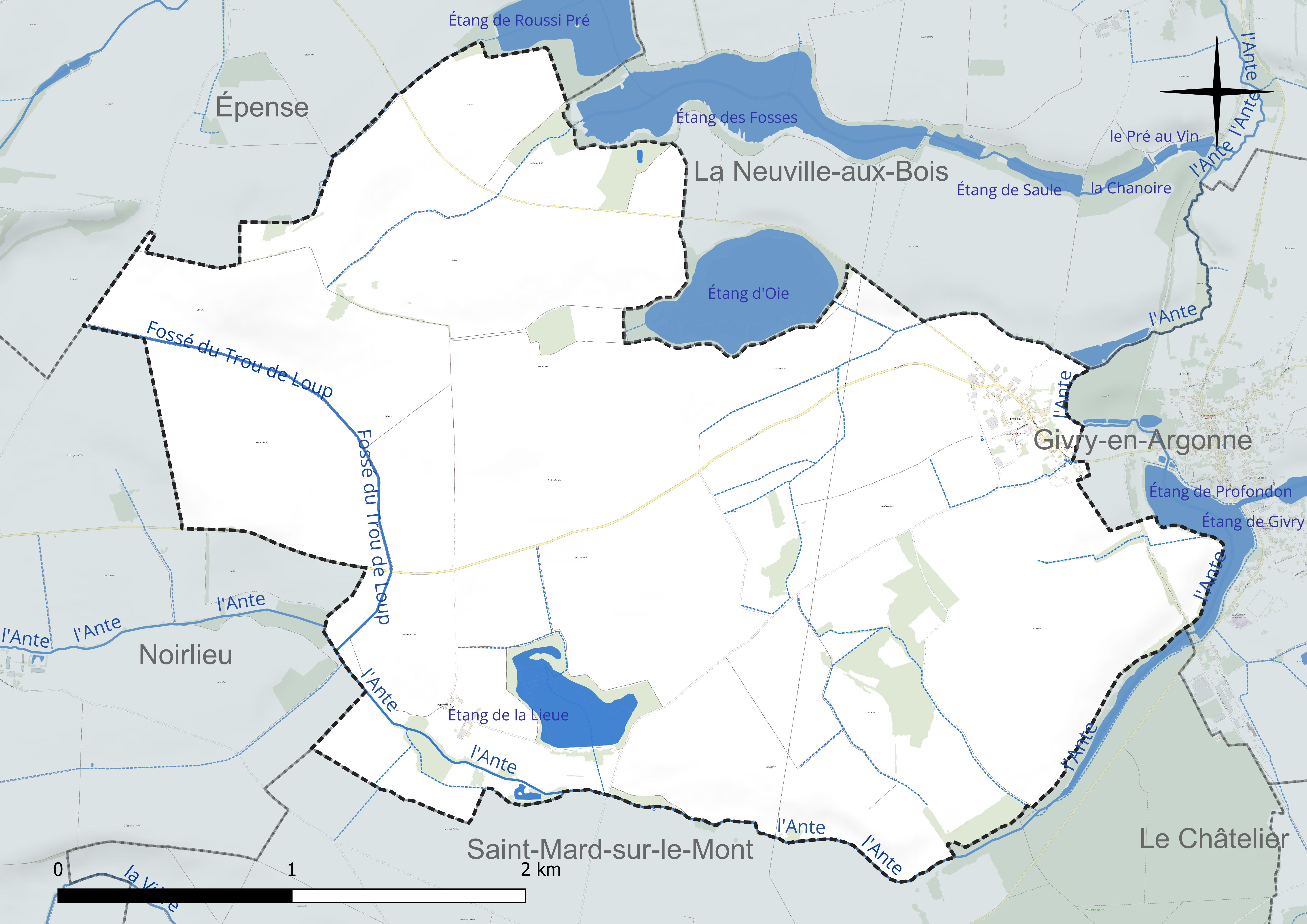
Réseau hydrographique de Remicourt.

Deux plans d'eau complètent le réseau hydrographique : l'étang de Givry, d'une superficie totale de 14,7 ha (0 ha sur la commune) et l'étang de la Lieue (12,4 ha),.

### Climat
Pour des articles plus généraux, voir Climat du Grand Est et Climat de la Marne.
En 2010, le climat de la commune est de type climat des marges montargnardes, selon une étude du Centre national de la recherche scientifique s'appuyant sur une série de données couvrant la période 1971-2000. En 2020, Météo-France publie une typologie des climats de la France métropolitaine dans laquelle la commune est exposée à un climat océanique altéré et est dans la région climatique  Nord-est du bassin Parisien, caractérisée par un ensoleillement médiocre, une pluviométrie moyenne régulièrement répartie au cours de l’année et un hiver froid (3 °C). 
Pour la période 1971-2000, la température annuelle moyenne est de 10,1 °C, avec une amplitude thermique annuelle de 15,9 °C. Le cumul annuel moyen de précipitations est de 883 mm, avec 13 jours de précipitations en janvier et 9,1 jours en juillet. Pour la période 1991-2020, la température moyenne annuelle observée sur la station météorologique de Météo-France la plus proche, « Argers », sur la commune d'Argers à 13 km à vol d'oiseau, est de 10,9 °C et le cumul annuel moyen de précipitations est de 739,4 mm. 
La température maximale relevée sur cette station est de 41,1 °C, atteinte le 25 juillet 2019 ; la température minimale est de −17,5 °C, atteinte le 20 décembre 2009,,. 
Les paramètres climatiques de la commune ont été estimés pour le milieu du siècle (2041-2070) selon différents scénarios d'émission de gaz à effet de serre à partir des nouvelles projections climatiques de référence DRIAS-2020. Ils sont consultables sur un site dédié publié par Météo-France en novembre 2022.

## Urbanisme

### Typologie
Au 1er janvier 2024, Remicourt est catégorisée commune rurale à habitat très dispersé, selon la nouvelle grille communale de densité à sept niveaux définie par l'Insee en 2022.
Elle est située hors unité urbaine et hors attraction des villes,.

### Occupation des sols
L'occupation des sols de la commune, telle qu'elle ressort de la base de données européenne d’occupation biophysique des sols Corine Land Cover (CLC), est marquée par l'importance des territoires agricoles (98,1 % en 2018), une proportion identique à celle de 1990 (98,1 %). La répartition détaillée en 2018 est la suivante : 
terres arables (85,9 %), zones agricoles hétérogènes (8,4 %), prairies (3,8 %), eaux continentales (1,6 %), forêts (0,3 %). L'évolution de l’occupation des sols de la commune et de ses infrastructures peut être observée sur les différentes représentations cartographiques du territoire : la carte de Cassini (XVIIIe siècle), la carte d'état-major (1820-1866) et les cartes ou photos aériennes de l'IGN pour la période actuelle (1950 à aujourd'hui).

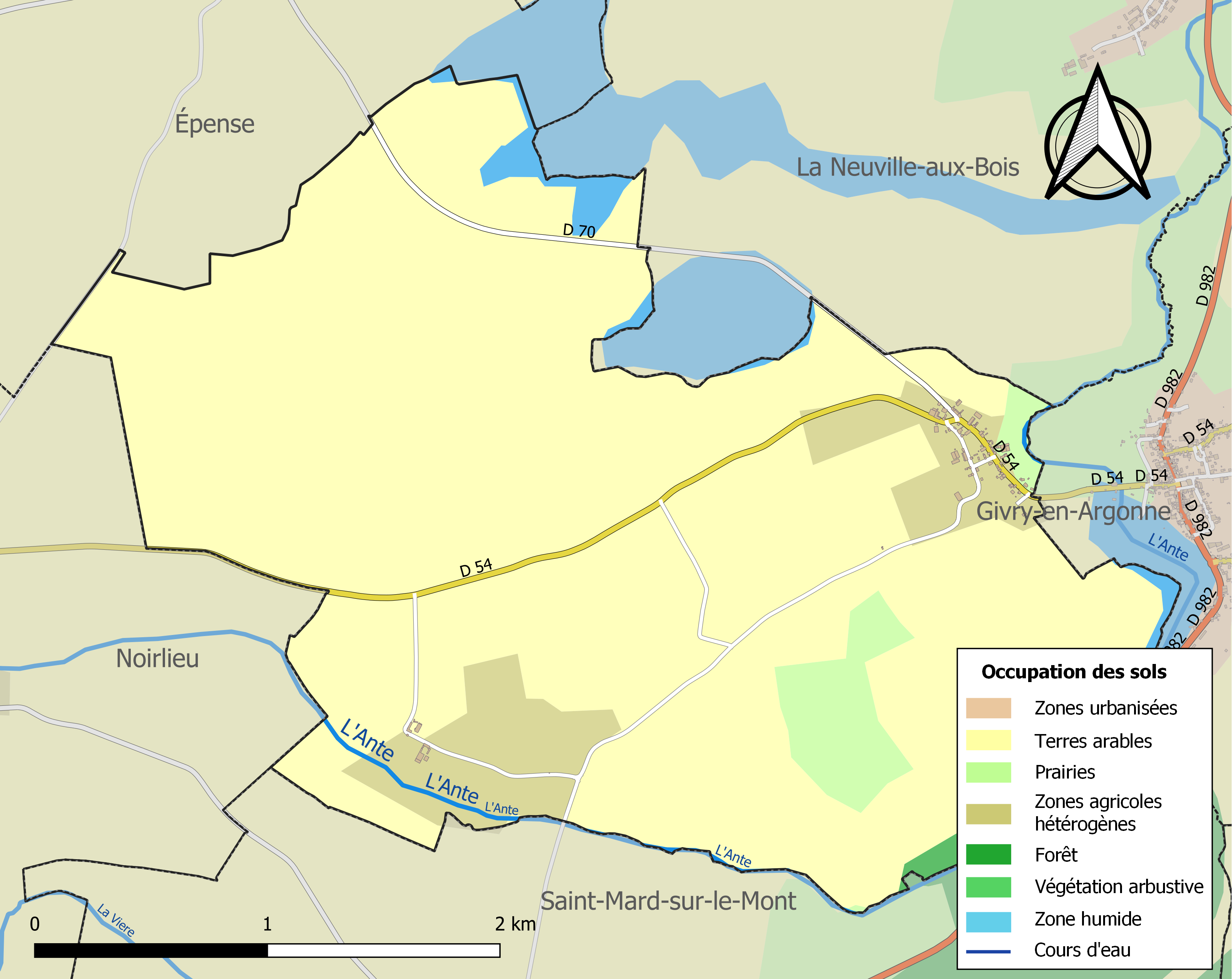
Carte des infrastructures et de l'occupation des sols de la commune en 2018 (CLC).

## Toponymie
Le nom de la localité est attesté sous les formes Ramicort (1217) ; Ramicourt (1219) ; Remeicort, Remicort (1233) ; Remigicuria (vers 1233) ; Remicuria (1235) ; Rainmeicort, Rammicort, Rammeicort (vers 1252) ; Remeicourt (1389) ; Remycourt (1485) ; Remicourt-en-Argonne (1553) ; Reimycourt (XVIe siècle).

## Histoire

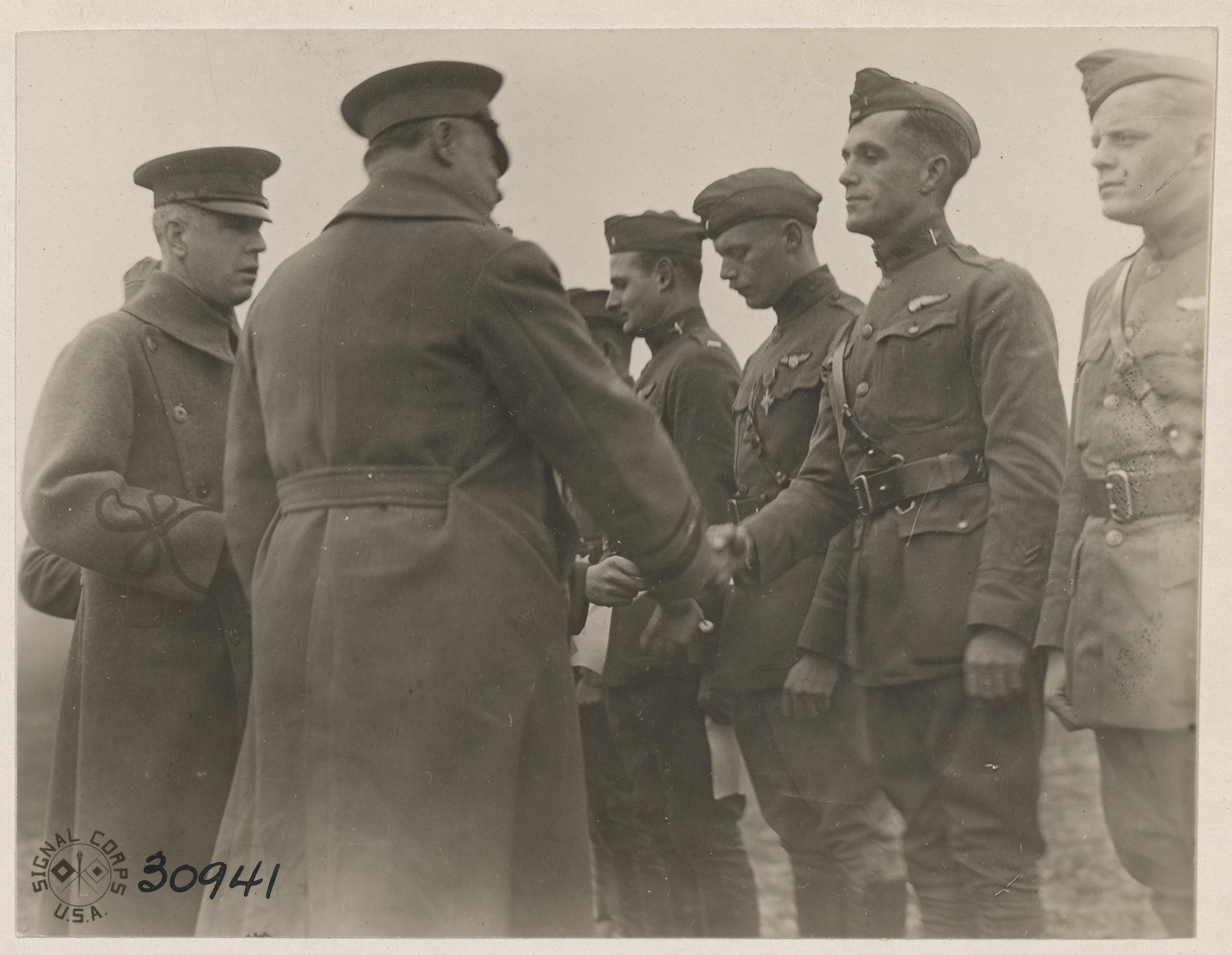
Le corps expéditionnaire américain en 1918 au village.

## Politique et administration
Par décret du 29 mars 2017, l'arrondissement de Sainte-Menehould est supprimée et la commune est intégrée le 31 mars 2017 à l'arrondissement de Châlons-en-Champagne.

### Intercommunalité
La commune, antérieurement membre de la communauté de communes de la Région de Givry-en-Argonne, est membre, depuis le 1er janvier 2014, de la CC de l'Argonne Champenoise.
En effet, conformément au schéma départemental de coopération intercommunale de la Marne du 15 décembre 2011, cette communauté de communes de l'Argonne Champenoise est issue de la fusion, au 1er janvier 2014,  de : 
- la communauté de communes du Canton de Ville-sur-Tourbe ;
- de la Communauté de communes de la Région de Givry-en-Argonne ;
- et de la Communauté de communes de la Région de Sainte-Menehould.

Les communes isolées de Cernay-en-Dormois, Les Charmontois, Herpont et Voilemont ont également rejoint l'Argonne Champenoise à sa création.

### Liste des maires
| Période                                  | Période                      | Identité          | Étiquette | Qualité |
| ---------------------------------------- | ---------------------------- | ----------------- | --------- | ------- |
| Les données manquantes sont à compléter. |                              |                   |           |         |
| 1983                                     | 2014                         | Ghislain Deketele |           |         |
| 2014                                     | En cours (au 4 juillet 2014) | Alain Deketele    |           |         |

## Équipements et services publics

### Postes et télécommunications
Une boîte aux lettres de La Poste se trouve sur le territoire de la commune, rue Principale. Les bureaux de poste les plus proches sont situés à Seuil-d'Argonne et Revigny-sur-Ornain dans la Meuse, et à Sainte-Menehould dans la Marne.

### Justice, sécurité et secours
Du point de vue judiciaire, Remicourt relève du conseil de prud'hommes, du tribunal de commerce, du tribunal judiciaire, du tribunal paritaire des baux ruraux et du tribunal pour enfants de Châlons-en-Champagne, dans le ressort de la cour d'appel de Reims. Pour le contentieux administratif, la commune dépend du tribunal administratif de Châlons-en-Champagne et de la cour administrative d'appel de Nancy.
Remicourt est située en secteur Gendarmerie nationale et dépend de la brigade de Givry-en-Argonne.
En matière d'incendie et de secours, la caserne la plus proche est celle de Givry-en-Argonne, rattachée au Service départemental d'incendie et de secours (SDIS) de la Marne. 

## Démographie
L'évolution du nombre d'habitants est connue à travers les recensements de la population effectués dans la commune depuis 1793. Pour les communes de moins de 10 000 habitants, une enquête de recensement portant sur toute la population est réalisée tous les cinq ans, les populations de référence des années intermédiaires étant quant à elles estimées par interpolation ou extrapolation. Pour la commune, le premier recensement exhaustif entrant dans le cadre du nouveau dispositif a été réalisé en 2004.

En 2022, la commune comptait 57 habitants, en évolution de +1,79 % par rapport à 2016 (Marne : −1,19 %, France hors Mayotte : +2,11 %).
| 1793 | 1800 | 1806 | 1821 | 1831 | 1836 | 1841 | 1846 | 1851 |
| ---- | ---- | ---- | ---- | ---- | ---- | ---- | ---- | ---- |
| 175  | 171  | 180  | 168  | 146  | 137  | 145  | 150  | 148  |

| 1856 | 1861 | 1866 | 1872 | 1876 | 1881 | 1886 | 1891 | 1896 |
| ---- | ---- | ---- | ---- | ---- | ---- | ---- | ---- | ---- |
| 138  | 124  | 123  | 175  | 193  | 198  | 178  | 182  | 158  |

| 1901 | 1906 | 1911 | 1921 | 1926 | 1931 | 1936 | 1946 | 1954 |
| ---- | ---- | ---- | ---- | ---- | ---- | ---- | ---- | ---- |
| 135  | 149  | 153  | 142  | 142  | 121  | 113  | 95   | 89   |

| 1962 | 1968 | 1975 | 1982 | 1990 | 1999 | 2004 | 2006 | 2009 |
| ---- | ---- | ---- | ---- | ---- | ---- | ---- | ---- | ---- |
| 82   | 81   | 68   | 66   | 67   | 70   | 70   | 66   | 65   |

| 2014 | 2019 | 2022 | - | - | - | - | - | - |
| ---- | ---- | ---- | - | - | - | - | - | - |
| 57   | 60   | 57   | - | - | - | - | - | - |

## Personnalités liées à la commune
- Léon Hayard (1850-1903), éditeur parisien surnommé « l'empereur des camelots », est né à Remicourt, dont son père était alors le maire.